# Libro de Isaías
El Libro de Isaías (en hebreo: ספר ישעיהו‎, sɛ.fɛr jə.ʃaʕ.ˈjɑː.hu) es el primero de los Nevi'im en el Tanaj judío y el primero de los Profetas Mayores en la Biblia cristiana. El libro es identificado por un sobrescrito como la obra del profeta del siglo VIII a. C. Isaías ben Amoz. Tradicionalmente se pensó que todo el libro de Isaías fue escrito por el mencionado profeta, postura que fue reflejada en los primeros autores cristianos y que ellos mismos atribuyen a Jesús de Nazaret. Esta fue la opinión de los rabinos y las Iglesias cristianas de manera unánime hasta el siglo XIX, y hoy sólo sostenida por expertos.
La crítica moderna considera que al menos una parte del libro fue compuesta durante la cautividad de Babilonia y después. El primero en expresar esta consideración fue el teólogo alemán-suizo Bernhard Duhm quién sostuvo que el libro se compone de tres colecciones separadas de oráculos: a saber: Proto-Isaías (capítulos 1–39), que contienen las palabras de Isaías; Deutero-Isaías (capítulos 40–55), el trabajo de un anónimo autor del siglo VI a. C. escrito durante el Exilio, y Trito-Isaías (capítulos 56–66), compuesto después del retorno del Exilio. Esta postura es actualmente admitida de manera general entre los estudiosos de la Biblia, independientemente de su confesión religiosa y como tal se refleja incluso en los programas de estudios de seminarios y universidades confesionales.
Isaías fue una de las obras más populares entre los judíos en la época del Segundo Templo (c. 515 a. C.–70 d. C.). En los círculos cristianos se le tuvo en tan alta estima como para ser llamado «el Quinto Evangelio», y su influencia se extiende más allá del cristianismo a la literatura y a la cultura occidental en general, desde el libreto de El Mesías de Haendel a una serie de frases cotidianas como «espadas en rejas de arado» y «voz en el desierto».

## Estructura y resumen

Reproducción fotográfica del gran rollo de Isaías, el manuscrito bíblico mejor conservado de los encontrados en Qumrán. Contiene todo el Libro de Isaías en hebreo, con algunas pequeñas partes dañadas. Fue escrito probablemente por un escriba de la secta judía de los esenios alrededor del siglo II a. C.; por lo tanto, es al menos 1000 años más antiguo que los manuscritos masoréticos completos más antiguos.

- Proto-Isaías/Primer Isaías (capítulos 1–39):

- 1–12: Oráculos contra Judá principalmente de los primeros años de Isaías;
- 13–23: Oráculos contra las naciones extranjeras a partir de su edad madura;
- 24–27: El «Apocalipsis de Isaías», añadido en una fecha muy posterior;
- 28–33: Oráculos del ministerio tardío de Isaías;
- 34–35: Una visión de Sion, tal vez una adición posterior;
- 36–39: Historias de la vida de Isaías, algunas desde el Libro de los Reyes.

- Deutero-Isaías/Segundo Isaías (capítulos 40–54), con dos grandes divisiones, 40–48 y 49–54, la primera enfatizando a Israel, la segunda, a Sion y Jerusalén:

- Una introducción y conclusión subrayando el poder de la palabra de Dios sobre todas las cosas;
- Una segunda introducción y conclusión dentro de estos en la que un heraldo anuncia la salvación a Jerusalén;
- Fragmentos de himnos dividiendo varias secciones;
- El papel de las naciones extranjeras, la caída de Babilonia, y el ascenso de Ciro como un elegido de Dios;
- Cuatro «Cánticos del Siervo» personalizando el mensaje del profeta;
- Varios poemas más largos sobre temas tales como el poder de Dios y las invitaciones a Israel a confiar en él.

- Trito-Isaías/Tercer Isaías (capítulos 55–66):

- Una colección de oráculos de profetas desconocidos en los años inmediatamente después del regreso de Babilonia.

Viendo a Isaías como un libro de dos partes (capítulos 1–33 y 34–66) con un tema general, conduce a un resumen de su contenido como el siguiente:
- El libro se abre exponiendo los temas de juicio y posterior restauración de los justos. Dios tiene un plan que se realizará en el «Día de Yahweh», cuando Jerusalén se convertirá en el centro de su gobierno en todo el mundo. Ese día todas las naciones del mundo vendrán a Sion (Jerusalén) para instrucción, pero primero la ciudad debe ser castigada y limpiada del mal. Se invita a Israel a unirse a este plan. Los capítulos 5–12 explican la importancia del juicio asirio contra Israel: el gobierno justo del rey davídico seguirá después de que el monarca asirio arrogante es derribado. Los capítulos 13–27 anuncian la preparación de las naciones para el gobierno mundial de Yahweh; los capítulos 28–33 anuncian que un salvador real (un mesías) surgirá como consecuencia del castigo de Jerusalén y la destrucción de su opresor.

- El opresor (ahora identificado como Babilonia en lugar de Asiria) está a punto de caer. Los capítulos 34–35 cuentan cómo Yahweh regresará a los exiliados redimidos a Jerusalén. Los capítulos 36–39 hablan de la fidelidad del rey Ezequías a Yahweh durante el asedio asirio como modelo para la comunidad restaurada. Los capítulos 40–54 señala que la restauración de Sion está ocurriendo porque Yahweh, el creador del universo, ha designado al rey persa Ciro el Grande como un "mesías" prometido y el constructor del templo. Los capítulos 55–66 son una exhortación a Israel a mantener el pacto. La eterna promesa de Dios a David se hace ahora a los hijos de Israel/Judá en general. El libro termina ordenando justicia mientras suceden las etapas finales del plan de Dios, incluyendo la peregrinación de las naciones a Sion y la realización del reinado de Yahweh.

## Autoría del libro

### El profeta Isaías
Isaías fue hijo de Amoz, quien no debe confundirse con el profeta Amós, y nació alrededor del 765 a. C. Su primera visión data del año de la muerte del rey Ozías (Is. 6:1) y se convirtió en asesor de sus sucesores: Jotam, Acaz, Ezequías y Manasés.

### Los tres Isaías
A finales del siglo XI, el rabino y exégeta sefardí Ibn Samuel ha-Cohen ibn Chikatilia (llamado también Chiquitilla) fue el primero en afirmar que, en el texto de Isaías, existen dos autores completamente distintos. Posteriormente, los estudiosos coincidieron en que el Libro de Isaías, largo y complejo como es, no pudo haber sido escrito por un solo autor, ni aún por dos. Los especialistas consideran evidente que la obra se fue formando a lo largo de muchos años, con partes provenientes de tiempos y lugares muy distintos.
La hipótesis dominante, y aceptada, sostiene que el libro «no fue escrito por un solo hombre, sino por tres». los cuales, a falta de nombres mejores, se conocen como «Proto Isaías», «Déutero Isaías», y «Trito Isaías». Es por ello que es frecuente hallar en la bibliografía alusiones al «segundo Isaías» o al «tercer autor de Isaías», por ejemplo.
La primera parte del libro generalmente es considerada como obra del propio profeta Isaías. Los estudiosos del hebreo consideran a estos capítulos como modelos de hebreo clásico. Numerosos comentarios destacan su fino estilo,  composición armoniosa e imágenes notables. Este autor promete el juicio y restauración de Judá, Jerusalén y las naciones.
La segunda parte del libro, capítulos 44 a 55, es muy diferente al resto, describe cómo Dios va a hacer de Jerusalén el centro de su gobierno en todo el mundo a través de un salvador real (un mesías) que destruirá a su opresor (Babilonia); este mesías es el rey persa Ciro el Grande, que no es más que el agente que trae el reinado de Yahweh. Isaías habla en contra de los líderes corruptos y por los más desfavorecidos; y las raíces de la rectitud en la santidad de Dios antes que en el pacto de Israel. Isaías 44:6 contiene la primera declaración clara de monoteísmo: «Yo soy el primero, y yo soy el postrero, y fuera de mí no hay Dios». Este modelo del monoteísmo se convirtió en la característica definitoria del judaísmo post-exilio, y la base para el cristianismo y el Islam.
Ciertos críticos consideran que la introducción y las autobiografías (narradas en primera persona) no pertenecen a ninguno de los tres autores principales, sino que parecen haber sido añadidas por un redactor postexílico.
Otros autores consideran que Isaías escribió una pequeña parte del libro, quizás solamente siete capítulos (6-12) y el resto es obra de sus discípulos, la llamada Escuela de Isaías, activa a lo largo de varios siglos. Desde este punto de vista, no hay tres, sino varios autores del libro, y cada una de las secciones fue editada, ampliada o comentada antes y después del Exilio. John Oswalt, por su parte, sostiene que Isaías es la fuente de todo el libro, pero que en su actual formato es una composición de sus distintas obras; discursos, profecías y conversaciones.

### La Escuela Isaiana
Por otra parte, se considera demostrado que toda una escuela de escribas se derivó de la prédica del Isaías histórico. En Isaías 8:16;9:1, el mismo libro habla de la inteligencia de los discípulos del profeta en contraposición a la ignorancia de las masas populares que le respondían con la indiferencia.
La existencia de una «escuela isaiana» de escribas formados y conducidos por Isaías puede, entonces, entenderse como una solución intermedia al enigma de la autoría: ni un autor único ni tres autores independientes. La segunda y la tercera partes del Libro de Isaías muy bien pueden haber sido escritas por dos de sus discípulos (o dos grupos de discípulos) luego de la muerte del profeta. Esta teoría se apoya en la lógica y se encuentra actualmente muy extendida entre amplios sectores de los estudiosos.

## Traducción del Libro de Isaías al griego
Según la Carta de Aristeas, durante el reinado de Tolomeo II Filadelfo (285 a. C.-245 a. C.),
setenta sabios judíos de Alejandría (Egipto) realizaron la ahora llamada Septuaginta, la traducción al griego de la Torá (los primeros cinco libros del actual Antiguo testamento), a la que llamaron Pentateuco (‘cinco libros’).
El resto del Antiguo testamento fue traducido al griego paulatinamente y los expertos estiman actualmente que la traducción del Libro de Isaías fue hecha entre los años 150 y 130 a. C..
Hay algunas diferencias entre la traducción griega de la Septuaginta y las versiones hebreas y a su vez se han detallados las variaciones entre el texto masorético y la versión hebrea más antigua conocida del Libro de Isaías encontradas en Qumrán, entre los rollos llamados manuscritos del Mar Muerto.

### Traducción al griego del Tanaj

#### Isaías 7:14
En Isaías, La Septuaginta utiliza la palabra griega "parthenos" para traducir el hebreo "almá" y sitúa la concepción de Emmanuel como si tuviera lugar en un futuro cercano. Sin embargo, en el texto masorético -Tanaj hebreo-, este hecho está narrado en pasado:
| Versión de la Septuaginta | Versión masorética hebrea (Tanaj). |
| --- | --- |
| «Por tanto el mismo Señor os dará señal: He aquí que la virgen CONCEBIRÁ, y parirá un hijo, y llamarás su nombre Emmanuel». διὰ τοῦτο δώσει Κύριος αὐτὸς ὑμῖν σημεῖον• ἰδοὺ ἡ παρθένος ἐν γαστρὶ ἕξει, καὶ τέξεται υἱόν, καὶ καλέσεις τὸ ὄνομα αὐτοῦ ᾿Εμμανουήλ• | «La joven HA CONCEBIDO ''(harah)'', y tendrá [en unos meses] un hijo» לָ֠כֵן יִתֵּ֨ן אֲדֹנָ֥י ה֛וּא לָכֶ֖ם אֹ֑ות הִנֵּ֣ה הָעַלְמָ֗ה הָרָה֙ וְיֹלֶ֣דֶת בֵּ֔ן וְקָרָ֥את שְׁמֹ֖ו עִמָּ֥נוּ אֵֽל . |

Las diferencias entre estas versiones pueden ser vistas también incluyendo los manuscritos hebreos más antiguos del Libro de Isaías, los rollos encontrados en Qumrán, especialmente el texto completo 4Q55 (Qa).
Las principales diferencias son:
1. Aunque tanto en el texto masorético como en la Septuaginta quien da la señal es «el Señor» (אֲדֹנָ֥י adonai o Κύριος kyrios), el rollo de Qumrán se refiere a él como YHVH.[27] La Septuaginta traduce muchas veces YHVH (Yahvéh o Jehová en las biblias en castellano), como «el Señor», por considerar que no hay un equivalente griego al nombre de Dios es "el que es" y parece que la forma de Qumrán es la original.
2. Tanto el texto masorético como la Septuaginta anteceden el versículo con «...el mismo Señor os dará señal: he aquí...». Sin embargo en los rollos de Qumrán faltan las palabras equivalentes a «una señal: he aquí», lo cual podría ser una laguna[25] o podría leerse «el mismo Yahvé mismo os dará, una joven ha concebido y dará a luz un hijo».
3. El hebreo ha'almah (הָעַלְמָ֗ה) se traduce en la Septuaginta como παρθένος parthenos (‘virgen’). Para muchos comentaristas este es simplemente un error, porque ha'almah significa literalmente ‘una joven’. Sin embargo algunos comentaristas discrepan y creen que la traducción es correcta por el contexto social de entonces: Ireneo de Lyon argumentó que en cuanto la traducción griega de Isaías fue hecha en Alejandría (Egipto) mucho antes de la aparición del cristianismo, ese era el sentido aceptado anteriormente por los expertos judíos y no hay por qué cambiar la traducción.[28] Para Orígenes es obvio que los traductores judíos creyeron que aquel que sería llamado ‘Dios con nosotros’ requería ser concebido de una virgen y consideraban que ha'almah en ese caso significaba ‘virgen’ y no una joven en general;[29] por lo cual no hicieron una traducción literal sino contextual. Hugues Cousin, quien estima que la traducción griega de Isaías ocurrió hacia el 150 a. C., da varios ejemplos que muestran que la Septuaginta traduce reptidamente ha'almah como parthenos, sin que ello implique el significado actual de ‘virgen’.[24]
4. La traducción (y versión con puntuación masorética) más probable del הרה es ‘ha concebido’, en tiempo perfecto (pasado), pues el imperfecto (futuro), ‘concebirá’, requeriría un prefijo si la conjugación fuera regular; aunque porque los verbos guturales terminados en h tienen muchas excepciones[30] y como la forma con puntuación masorética הָרָה harah es posterior, varios traductores mantienen el futuro.[25]
5. Mientras que en el texto masorético es la mujer la que da el nombre a su hijo (Génesis 4:1-25), en la Septuaginta es el oyente del mensaje (es decir, el rey Acaz)(«tú») quien dará el nombre al hijo de la joven. En la versión griega citada en Mateo 1:23 el nombre lo ponen «ellos».[24] En los rollos de Qumrán, podría leerse «él se llamará» o «será llamado».[27]
6. En el texto masorético se lee «immanu el» עִמָּ֥נוּ אֵל ‘[Dios] Ël con nosotros’ o 'Dios está con nosotros', mientras que en los rollos de Qumrán, el nombre Immanuel está escrito como una sola palabra.[31]

## Mensaje

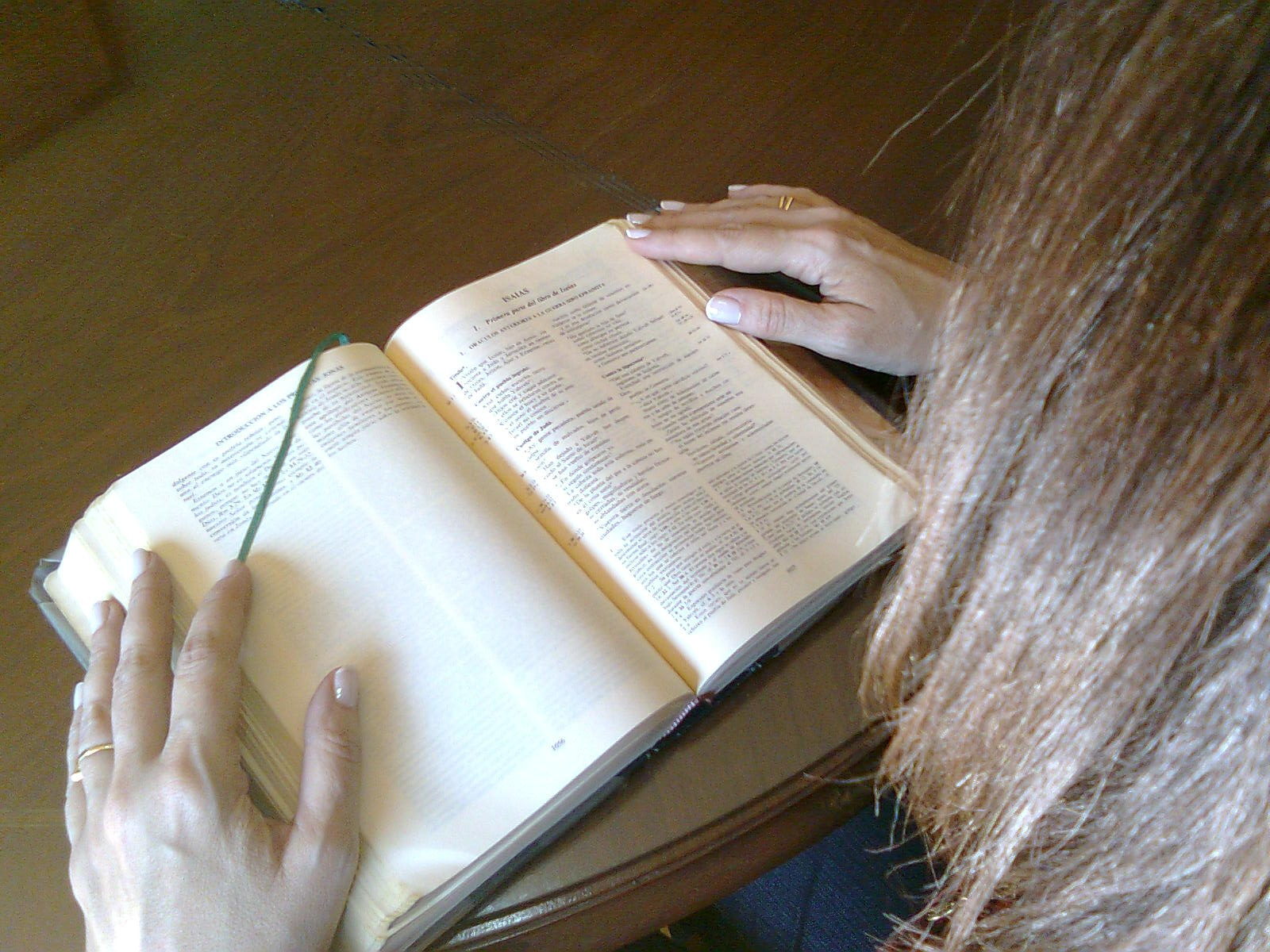
Joven leyendo y meditando el comienzo del libro de Isaías en la versión española de la Biblia de Jerusalén.

El castigo de Dios contra el pueblo infiel es una de las ideas centrales del Libro de Isaías. Es el único y verdadero creador del mundo y por lo tanto dueño del mismo; ha hecho una alianza indisoluble con el pueblo de Israel y, al verla traicionada, ha llamado con un silbido a los ejércitos egipcios y asirios —como se llama a un perro— para que castiguen en Su nombre a los impíos.
Los puntos fundamentales que recalca el libro son los siguientes:
- Dios es santo e Isaías su profeta;
- Las tribulaciones del pueblo son consecuencia de sus pecados;
- El verdadero judaísmo saldrá de los sobrevivientes a este castigo;
- Isaías canta para las generaciones sucesivas la gloria de este renacimiento;
- Solo Dios salvará a Israel y no las alianzas políticas;
- La injusticia social es repugnante a los ojos del Señor; y
- La justicia perfecta solo se logrará después de la llegada del Mesías.

## Mesianismo en Isaías
Uno de los puntos centrales alrededor de los que giran las ideas de Isaías, es que la verdadera paz, la justicia y la equidad solo serán accesibles al ser humano cuando llegue el Mesías el cual:
- Será descendiente de la Casa de David (Is. 9:6 y 11:1-10);
- Reinará sobre Judá (8:8);
- En su reinado, el Templo será un lugar de oración para todos los pueblos (2:2)
- Fundará un imperio de paz (11:1-9).

## Influencia en el cristianismo
Algunos pasajes del libro de Isaías han conocido una gran fama debido a su uso en la teología cristiana. Son famosos, en particular:
- Isaías es la cita empleada por el autor del evangelio de Mateo para probar que el nacimiento de Jesús a través de una virgen fue anunciado por los profetas.
- Isaías es la cita preferida por católicos y ortodoxos para enumerar los Dones del Espíritu Santo.
- Isaías es el texto más empleado para probar la idea de que el mesías debía sufrir por los pecados de la humanidad y es ampliamente citado tanto por los evangelistas, como en las epístolas.
- Isaías es citado por San Pablo en Gálatas y también en la Segunda epístola de Clemente.